# Eleftheria Christogeorgou
Eleftheria Christogeorgou (griechisch Ελευθερία Χριστογεώργου, * 19. August 1998 in Athen) ist eine griechische Leichtathletin, die sich auf den Hochsprung spezialisiert hat.

## Sportliche Laufbahn
Erste internationale Erfahrungen sammelte Eleftheria Christogeorgou im Jahr 2014, als sie bei den Jugend-Balkan-Meisterschaften in Sliwen mit übersprungenen 1,63 m die Bronzemedaille gewann. Im Jahr darauf sicherte sie sich bei den Junioren-Balkan-Meisterschaften in Pitești mit 1,74 m die Silbermedaille. Bis 2021 studierte sie an der St. John’s University und 2022 belegte sie bei den Balkan-Hallenmeisterschaften in Istanbul mit 1,83 m den siebten Platz, wie auch bei den Freiluftmeisterschaften im Juni in Craiova mit 1,80 m. Anschließend startete sie bei den Mittelmeerspielen in Oran und gelangte dort mit 1,87 m auf Rang vier. 
In den Jahren 2022 und 2023 wurde Christogeorgou griechische Hallenmeisterin im Hochsprung.

## Persönliche Bestleistungen
- Hochsprung: 1,93 m, 1. Juni 2022 in Athen
  - Hochsprung (Halle): 1,87 m, 26. Februar 2022 in Piräus